# Giuseppe Rovelli
Giuseppe Rovelli (Milano, 23 novembre 1918 – 2 agosto 2015) è stato un atleta italiano appartenente alla categoria master.
Fondatore della società di atletica leggera AICS Atletica Biassono, ne è stato il presidente dal 1951 al 2012. È presente nella società con il ruolo di vicepresidente fino al 2015, anno della sua scomparsa.

## Record nazionali

### MM90
- Getto del peso: 7,71 m
- Lancio del martello: 21,94 m
- Pentathlon lanci: 3303 p.

### MM95
- Getto del peso indoor: 5,84 m